# Johnny Otis
Ioannis Alexandros Veliotes (28. prosince 1921 – 17. ledna 2012) byl americký hudebník, skladatel, producent a diskžokej. Jeho syn Shuggie Otis je také hudebník. V roce 1994 byl uveden do Rock and Roll Hall of Fame a v roce 2000 do Blues Hall of Fame. Za svou dlouhou kariéru spolupracoval například s Ettou James, která zemřela tři dny po Otisovi.